# Centre de données

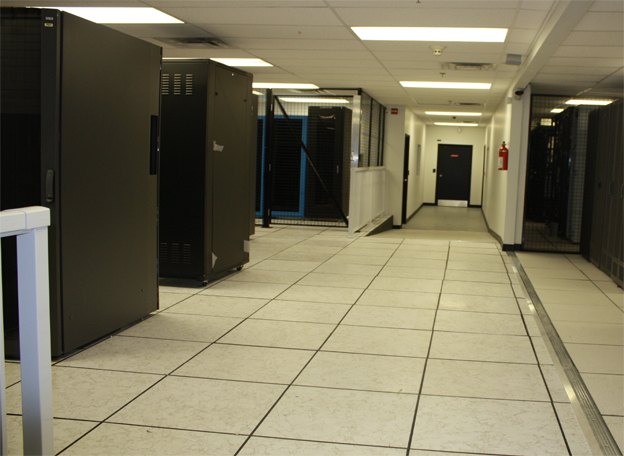
Centre de traitement de données.

Un centre de données (en anglais data center ou data centre), ou centre informatique est un lieu (et un service) où sont regroupés les équipements constitutifs d'un système d'information (ordinateurs centraux, serveurs, baies de stockage, équipements réseaux et de télécommunications, etc.). Ce regroupement facilite la sécurisation, la gestion (notamment l'exécution de calculs et le refroidissement) et la maintenance des équipements et des données stockées.
Techniquement, un centre de données fournit des services informatiques en environnement contrôlé (climatisation, poussière, alimentation, etc.) et sécurisé (système anti-incendie, contre le vol et l'intrusion, etc.), munis d'une alimentation d'urgence et redondante.
Opérationnellement, un centre de données peut être exploité par une entreprise de façon interne ou mis à la disposition de plusieurs entreprises en tant que service externe. Lorsqu'un centre de données est utilisé commercialement pour fournir une prestation de service à des particuliers ou des entreprises, on parle de cloud (nuage) ou de dématérialisation, une solution interne (rapidité, sécurité des données hébergées notamment) et cloud (robustesse, maintenance, location de services à la demande) pouvant être hybridées.
Début 2023, il y avait environ 5 000 centres de données dédiés ou mutualisés dans 127 pays. Quelques pays abritent des dizaines de milliers de serveurs.
Les centres de données et leurs importants systèmes de refroidissement consomment 2 % de l'électricité dans le monde en 2020. Cette part est en forte augmentation, à mesure que se développent les usages d'Internet, notamment du stockage de données, des blockchains et du streaming.

## Terminologie
Le terme « centre de données » est la traduction de l'anglais data center / data centre,. Frédéric Bordage, expert en informatique durable et en sobriété numérique, lui préfère le terme « centre informatique ». En effet, un centre informatique comporte non seulement des baies de stockage des données, mais aussi des serveurs, qui effectuent les traitements. D'autre part, sauf dans une logique de cloud computing intégral, les données sont réparties entre les centres informatiques et les terminaux des utilisateurs.

## Description et histoire

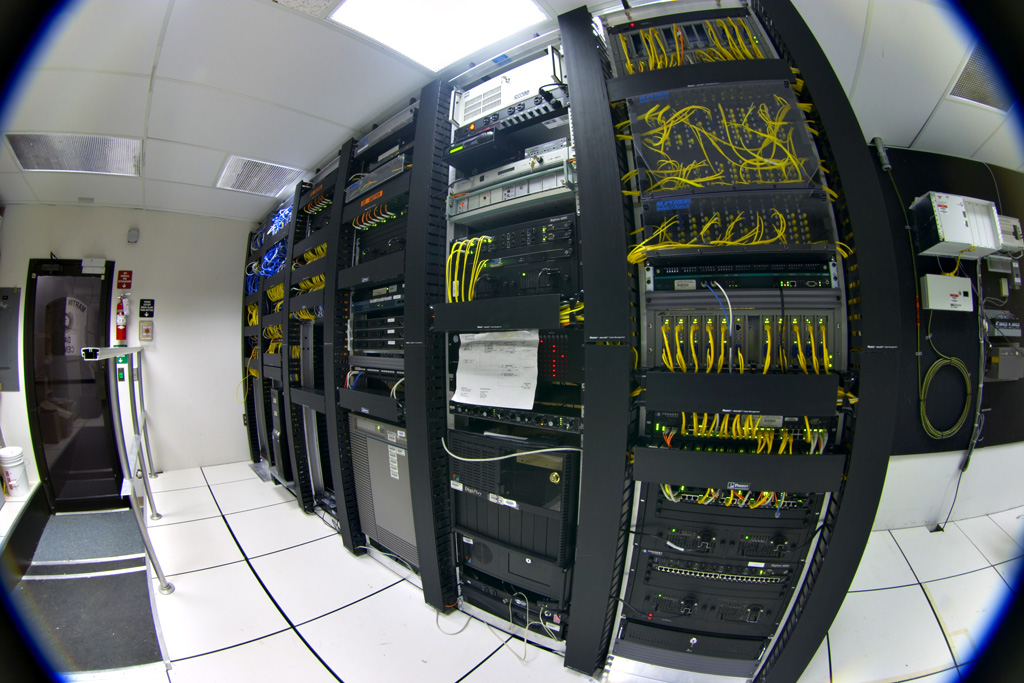
Tablettes d'équipement de télécommunications.

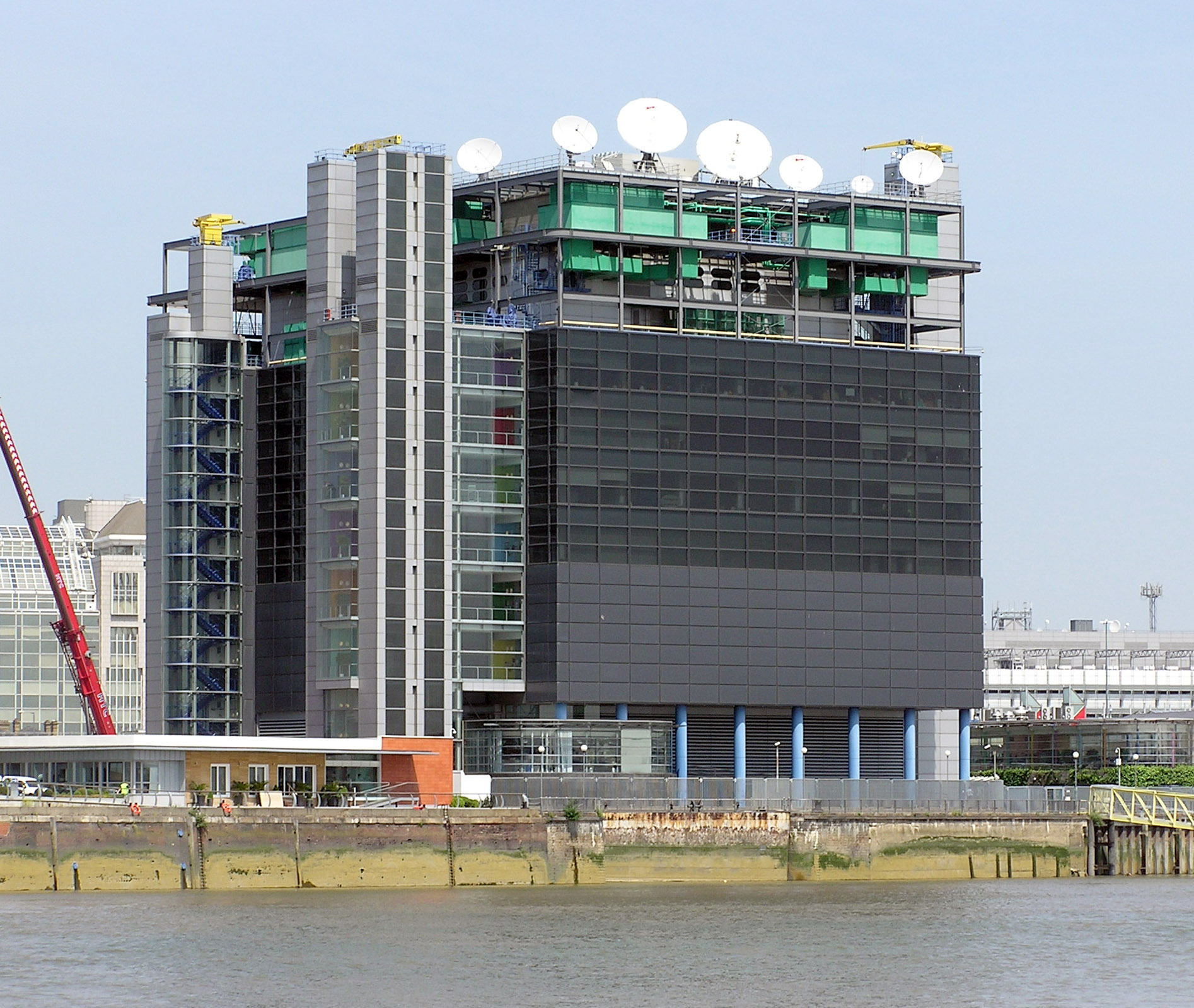
Centre de données de l'Agence Reuters à Londres.

Un centre de données est un bâtiment sécurisé contre l'intrusion et les risques naturels et technologiques, abritant différents équipements électroniques, des ordinateurs, des systèmes de stockage et des équipements de télécommunications. Le centre peut occuper une pièce, un étage ou de grands immeubles.
On y retrouve des serveurs 1U (surnommés « boîtes à pizza ») ou plus, « U » correspondant à une unité de hauteur de 4,445 cm (1,75 pouce), empilés dans des baies, lesquelles sont arrangées pour former des rangées simples, ce qui permet de circuler facilement parmi les serveurs, tant à l'avant qu'à l'arrière. Quelques appareils, ordinateurs centraux par exemple, sont de dimensions semblables à ces baies. Ils sont souvent placés à leurs côtés.
Avant la bulle Internet, des millions de mètres carrés destinés à abriter de tels centres furent construits dans l'espoir de les voir occupés par des serveurs. Depuis, la concentration des centres s'est poursuivie, avec le développement de centres spécialisés pour lesquels les défis les plus importants sont la maîtrise de la climatisation et surtout de la consommation électrique. Ce mouvement a été intégré dans l'informatique durable et vise à aboutir à des centres de traitement de données dits écologiques pour lesquels sont apparus des outils spécialisés.
Vers 2008, les centres de données Hyperscale (centre de données d'au moins 250 000 serveurs, dont la climatisation est optimisée) ont été créés pour les besoins croissants d'Amazon et Google note Bill Carter du projet Open Compute (créé en 2011 pour permettre à Facebook d'économiser l'énergie consommée par ses serveurs).
L'importance prise par les stockages de données associées à une activité et les mouvements d'acquisitions entre les entreprises peuvent pousser celles-ci à acquérir en interne des technologies ou à rechercher des prestataires spécialisés sur les centres de données, ayant la capacité d'assurer une interopérabilité entre des stockages de données disparates.
Le secteur professionnel s'organise. En France, l'association France Datacenter entend fédérer les acteurs professionnels du secteur des centres de données du pays. En 2025, elle représente une centaine de sociétés qui en conçoivent, construisent et exploitent. Elle dit aussi promouvoir la « formalisation des savoirs », la formation et les meilleures pratiques du secteur pour améliorer la compétitivité de la filière française face à ses concurrents européens.

## Fonctions
Un centre de données informatique (CDI), distinct d'un centre de traitement informatique (CTI), regroupe des serveurs qui stockent des données au moyen de baies de stockage. La plupart des centres de données effectuent également des opérations sur ces données, de sorte qu'ils jouent également le rôle de CTI.
Les données et bases de données sont souvent devenues cruciales pour le fonctionnement des entreprises et de la société en général. Un nombre croissant de données sont dites personnelles ou sensibles, raison pour laquelle de hauts niveaux de sécurité et de service sont demandés aux centres de données, pour assurer l'intégrité et le fonctionnement de leurs appareils et éviter les attaques par déni de service.

## Composantes
Elles doivent pour chaque centre assurer la bonne connexion réseau (internet, intranet, etc.) et une haute disponibilité du système d'information. Pour cela, des applications logicielles gèrent les tâches essentielles de l'« activité métier » des clients. Parmi ces applications, on retrouve des gestionnaires de bases de données, des serveurs de fichiers et des serveurs d'applications.

### Composantes physiques
- Climatisation (précise et stable)

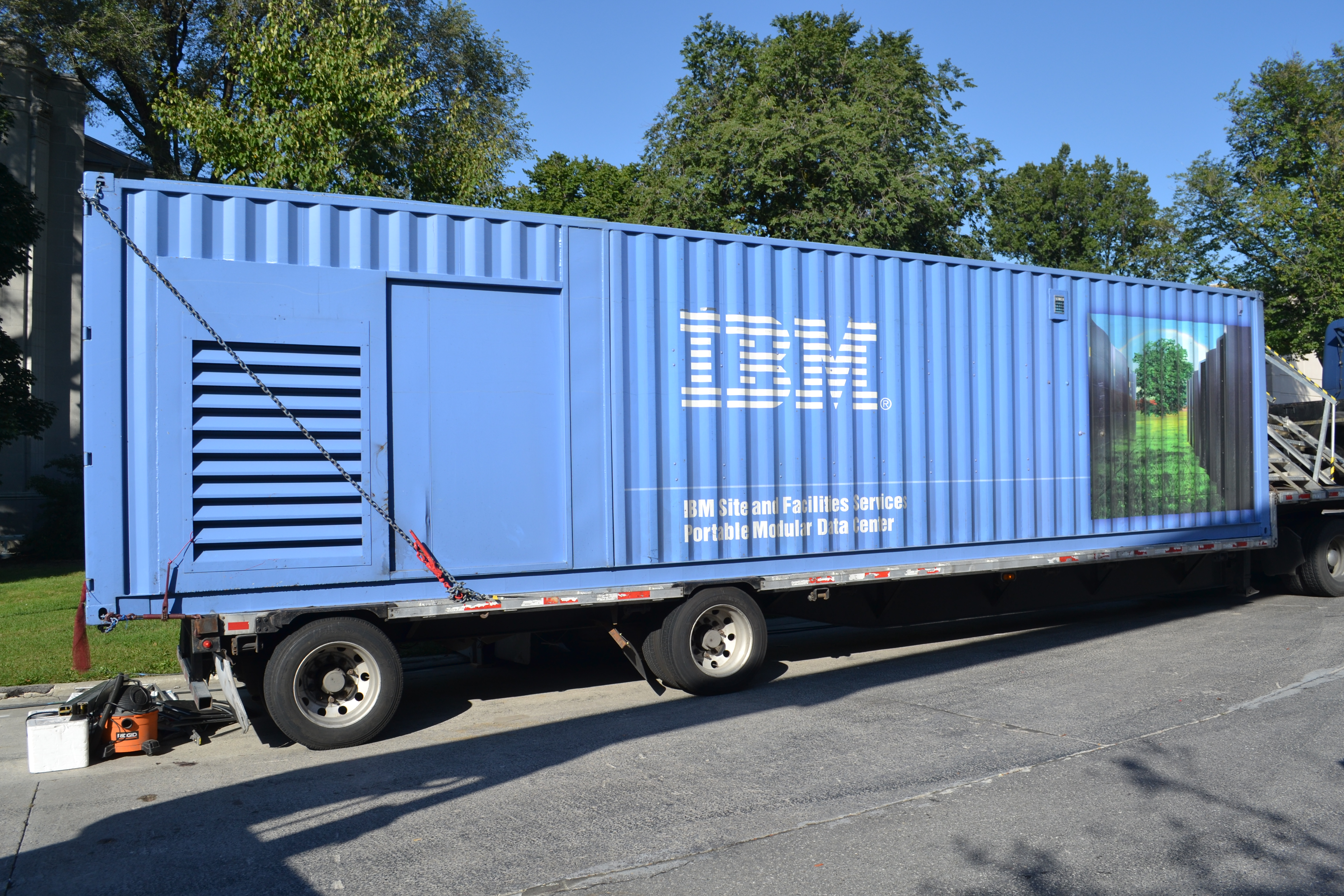
Centre de données modulaire mobile en conteneur.

- Contrôle de la poussière (filtration de l'air)
- Unité de distribution de l'énergie
- Bloc d'alimentation d'urgence, et une unité de secours (Générateur, UPS)
- Système perfectionné d'alerte d'incendie
- Extinction automatique des incendies (par micro-gouttelettes ou gaz inerte)
- Plancher surélevé
- Conduites pour câbles au-dessus et au-dessous du plancher
- Surveillance par caméras en circuit fermé
- Contrôle des accès, ainsi que sécurité physique
- Surveillance 24/7 des serveurs dédiés (ordinateurs)
- Service de sécurité continuellement présent
- Câbles de paires torsadées de cuivre en Ethernet (Fast ou Gigabit) pour liaisons inter-[jarretières/switches/routeurs/firewall]
- Fibres optiques pour liaisons intersites ou inter-[jarretières/switches/routeurs/firewall]

#### Climatisation
La climatisation entretient une température homogène d'environ 20 degrés Celsius, essentielle car le fonctionnement des systèmes informatiques génère beaucoup de chaleur, et deviennent défectueux au-delà d'un certain seuil de température.
Un centre de traitement moderne est conçu pour optimiser le refroidissement de tous les serveurs, et donc réduire le coût énergétique de l'installation, permettant d'aussi réduire le coût d'hébergement.
La climatisation est généralement testée dès la réception du centre, couramment[réf. souhaitée] au moyen d'aérothermes générant de l'air chaud ou de bancs de charge (rackables) pouvant être insérés dans les baies si celles-ci sont déjà présentes.
La climatisation et les systèmes de refroidissement représentent de 40 à 50 % de la consommation énergétique des centres de données,.

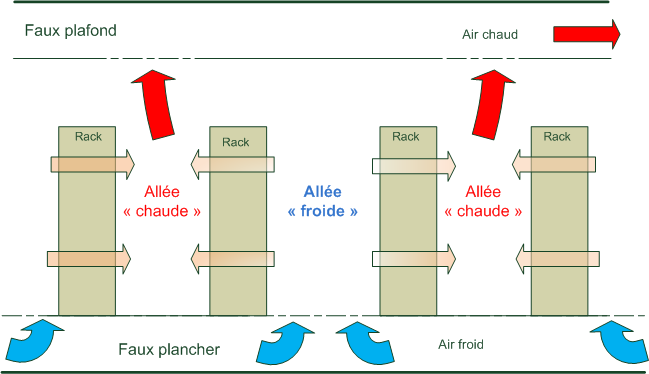
Principe du refroidissement des baies.

##### Organisation de la climatisation
Au minimum, de l'air chaud est aspiré et de l'air froid insufflé sans organisation particulière, mais l'architecture du site est de plus en plus conçue pour éviter que l'air chaud et l'air froid se mélangent trop vite, afin d'économiser l'énergie. Des caches obturent les parties inutilisées des baies, pour ne pas perturber le flux d'air froid prévu.
Des couloirs chauds alternent avec des couloirs froids, un couloir sur deux insuffle l'air froid, par le côté avant des serveurs, via des baies grillagées, l'autre couloir aspire l'air chaud par l'arrière. Certains équipements réseau (ex: commutateurs réseau) peuvent avoir le refroidissement avant arrière ou arrière avant selon les besoins, ce qui simplifie le câblage. Le rendement est meilleur, mais l'air chaud peut encore partiellement se mélanger, à l'air froid en bout de rangée de baie ou par-dessus les baies.
Utilisation d'un cube de confinement avec corridor chaud, ou froid, selon les choix des constructeurs. Le « cube » dans lesquelles sont placées les baies, comporte un plafond et des portes à double ou triple vitrage, réduisant considérablement les échanges de température, seul un côté des baies échange l'air, avec les serveurs orientés en fonction du choix corridor chaud ou corridor froid. C'est aujourd'hui la solution optimale.
L'immersion du système dans un fluide réfrigérant (huile ou fluide minéral) est possible, encore expérimentale et réservée à des serveurs à haute intensité de flux de données et devant les traiter massivement.

##### Systèmes de production de l'air froid

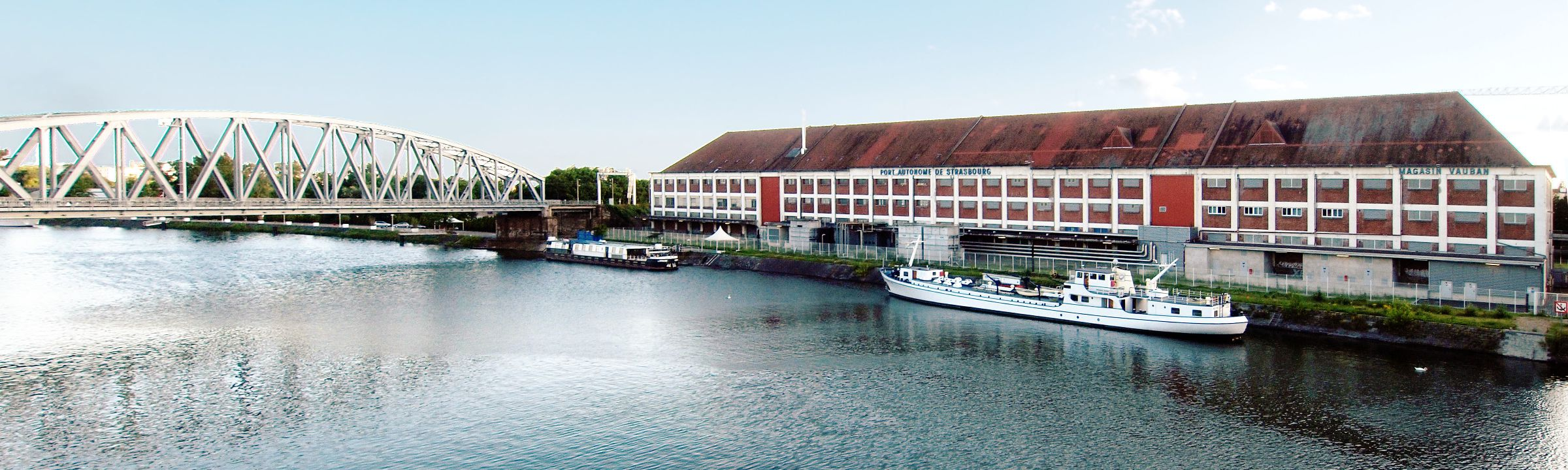
Datadock, au port autonome de Strasbourg, est refroidi à l'eau.

Le compresseur frigorifique est la base des systèmes de refroidissement, cependant, ils peuvent comporter des bains liquides permettant d'améliorer le rendement. Le free cooling (refroidissement à air, éventuellement associé à une pompe à chaleur) permet de limiter le recours à des refroidisseurs et ainsi de réduire la facture énergétique. Le free cooling n'est intéressant que dans les implantations où l'air extérieur est froid suffisamment longtemps durant l'année. La climatisation peut être complétée par un refroidissement à eau (hydrocooling), l'eau étant 4 000 fois plus efficace que l'air pour extraire et évacuer la chaleur, la chaleur évacuée pouvant éventuellement être récupérée.
La chaleur, plutôt qu'évacuée à l'air libre, peut être valorisée dans des installations proches (voir section infra).

### Composantes réseau
Les composantes réseau sont notamment :
- les switch et routeurs ;
- les commutateurs ;
- les pare-feu ;
- les passerelles ;
- les systèmes de détection d'intrusion logicielle.

## Sécurité

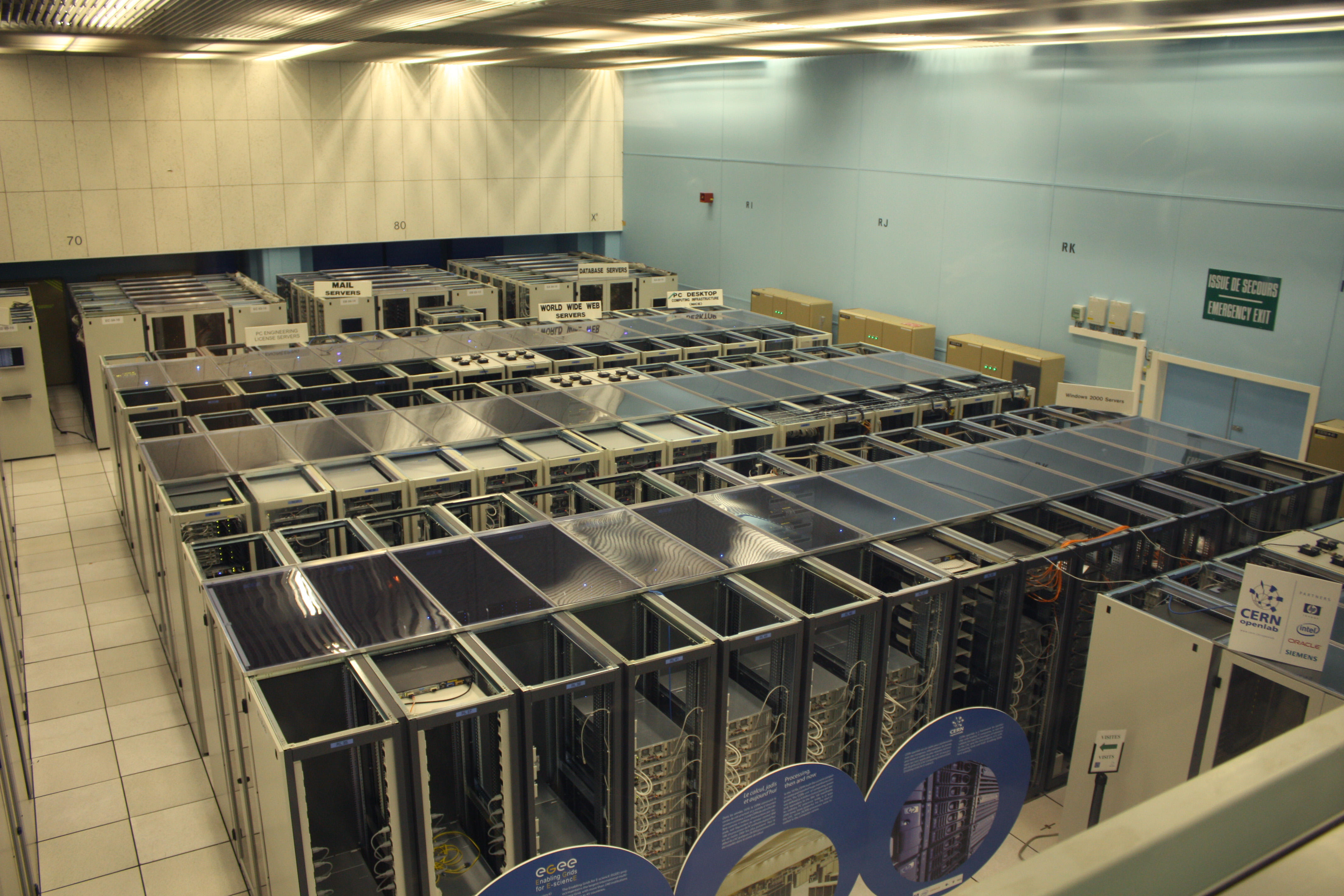
Salle de calcul du CERN.

L'environnement physique des centres est sous stricte surveillance.
La surveillance du bon fonctionnement de la climatisation, elle-même essentielle au bon fonctionnement du matériel électronique.
L'alimentation de secours peut être fournie via un UPS et un générateur électrique ou via un groupe tournant (no-break) couplé à un accumulateur cinétique.
Dans le but de prévenir une perte d'alimentation électrique, toutes les composantes électriques, y compris les systèmes de secours, sont habituellement doublées, suivant le principe de redondance. Les serveurs dits essentiels sont de plus alimentés par un système qui fait appel à deux sources électriques indépendantes à l'intérieur du centre.
Les centres ont habituellement un plancher surélevé de 60 cm, fait de dalles amovibles. Cet espace permet la libre circulation de l'air, tout comme il facilite le câblage d'alimentation et de données par des chemins de câble différents. Cependant, des centres de données sont sans plancher technique (alimentation par le dessus des racks) afin de supporter plus facilement des éléments lourds de type mainframe (IBM z10, etc.).

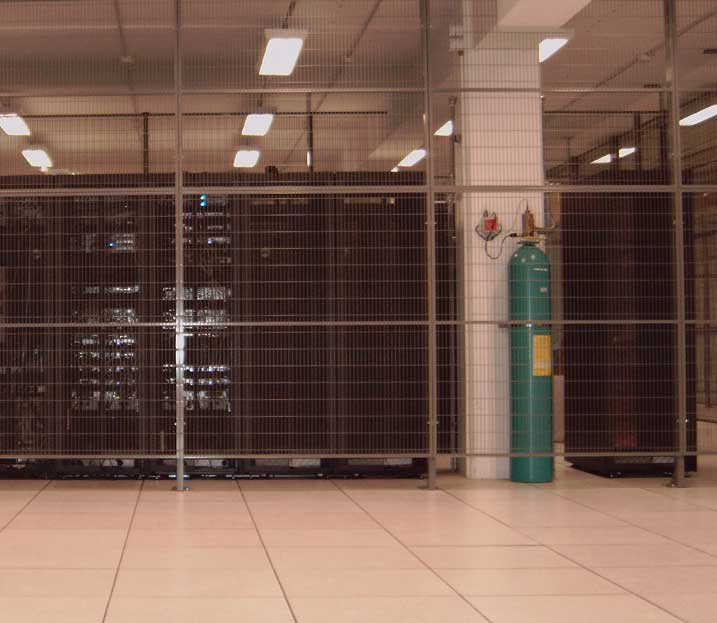
Bouteille d'extinction FM-200 dans un centre de calcul.

Ils ont souvent des systèmes complexes de prévention et d'extinction des incendies. Les centres modernes sont souvent équipés de deux systèmes d'alarme. Le premier détecte les particules chaudes émises par les composantes surchauffées de l'équipement, particules qui provoquent souvent un feu. De cette façon, il est possible d'éliminer à sa source un foyer d'incendie (parfois, il suffit d'éteindre un ensemble à soudure pour éliminer le risque d'incendie). Un deuxième système sert à activer un ensemble d'activités si un début d'incendie se manifeste. Ces systèmes sont également dédiés à une portion du centre de traitement de données. Couplés à d'excellentes portes anti-feu et autres appareils de confinement, il est possible de contrôler le feu et de l'éteindre sans affecter le reste du bâtiment.
Les systèmes conventionnels d'extinction du feu sont aussi nocifs que le feu pour les composants électroniques, c'est pourquoi des procédés alternatifs ont été développés. Certains utilisent l'azote, l'Argonite, le FM-200 ou le FK-5-1-12 (Novec 1230), alors que d'autres se rabattent sur l'émission de fines particules d'eau ultra-pure (cette eau n'est pas électriquement conductrice, ce qui n'endommage pas les composants électroniques).
La sécurité est également essentielle au fonctionnement de tels centres. L'accès physique en est restreint au personnel autorisé, des caméras vidéo permettent de suivre les personnes sur place, des gardes de sécurité veillent à l'intégrité du lieu quand le centre est grand ou contient des informations considérées comme essentielles ou sensibles.

## Gestion thermique des centres de données
Les centres de traitement de données émettent beaucoup de chaleur. Ils doivent être continuellement réfrigérés ou tempérés, par des systèmes eux-mêmes consommateurs d'énergie. Les onduleurs et la climatisation y absorbent la moitié de l'énergie consommée (début du XXIe siècle). L'American Society of Heating, Refrigerating and Air-Conditioning Engineers (ASHRAE) recommande de maintenir les serveurs de centres de données entre 15 °C et 32 °C, mais quelques installations (ex. : celle de Google en Belgique) fonctionnent à des températures allant jusqu'à 35 °C pour réduire les coûts de refroidissement.
Les serveurs modernes (2012) pourraient ponctuellement supporter jusqu'à 45 °C[réf. nécessaire], mais demandent une température de 20 à 35 °C. Un centre de taille moyenne requiert environ 600 000 mètres cubes d'air brassé par an.
En 2018, la consommation électrique cumulée des centres de données représentait environ 1 % de la demande mondiale en électricité,. Ce taux a beaucoup augmenté dans certains pays et pourrait encore croître, selon George Kamiya (expert auprès de l'Agence internationale de l'énergie). Entre 2010 et 2020, la consommation d'énergie des grands centres de données a augmenté de 10 à 30 % par an. « La consommation globale d'énergie des centres de données (à l'exclusion de la cryptographie) devrait continuer à augmenter modérément au cours des [années suivantes], mais les tendances à long terme sont très incertaines ; le trafic Internet mondial a augmenté de 23 % en 2021, ce qui est inférieur à la hausse de 40 à 50 % provoquée par la pandémie en 2020 ». « À l'échelle mondiale, les réseaux de transmission de données ont consommé entre 260 et 340 TWh en 20214, soit 1,1 à 1,4 % de la consommation mondiale d'électricité (...) Si le streaming et d'autres services à forte intensité de données ajoutent au trafic Internet de pointe, la construction d'infrastructures supplémentaires pour accueillir une capacité de pointe plus élevée pourrait augmenter la consommation globale d'énergie du réseau à long terme. (...) Le trafic de données mobiles devrait également continuer à croître rapidement, quadruplant d'ici 2027. La part de la 5G dans le trafic de données mobiles devrait atteindre 60 % en 2027, contre 10 % en 2021. Bien que les réseaux 5G devraient être plus économes en énergie que les réseaux 4G, les impacts globaux de la 5G sur l'énergie et les émissions sont encore incertains. ».
En Irlande, cette consommation a plus que triplé entre 2015 et 2021 ; 14 % de l'électricité du pays en 2021 était consommée par les datacenters. Le pays, par des taxes très basses, a attiré de grandes entreprises telles que Google, Meta, Amazon, TikTok..., qui en 2024 y détiennent 82 data centers (actifs) auxquels s'ajoutent 14 sites en construction et 40 approuvés. Les centres actifs ont en 2023 consommé 6 334 TWh, soit 20% d'électricité de plus qu'en 2022 (5 270 TWh) et 20,7% de toute l'électricité consommé par l'Irlande en 2023 (contre 17,7% en 2022 et environ 5% en 2015). Pour la 1ère fois, c'est plus que la consommation des maisons urbaines. 85% de hausse de la consommation électrique du pays entre 2015 et 2023 est due à ces centres, et l'IA pourraient compter pour 31% de la consommation d'électricité en Irlande en 2027 (scénario médian de EirGrid) ce qui est un défi pour le système électrique irlandais. Au Danemark, elle devrait tripler entre 2021 et 2025 pour atteindre environ 7 % de la consommation électrique du pays ; en 2020, hors minage des cryptomonnaies, « les centres de données et les réseaux de transmission de données » ont émis environ 300 Mt CO2-éq en 2020 (émissions grises incluses).
L'efficience énergétique du serveur et du centre de données est l'objet d'améliorations, de leur conception à leur utilisation, notamment par adaptation du besoin à la puissance du serveur et par l'adoption du free cooling par eau ou air. Grâce à des composants plus efficients, les serveurs tendent à être de plus en plus compacts et denses (par surface)[réf. souhaitée]. L'efficacité énergétique de l'informatique augmente par ailleurs selon la « loi de Koomey », c'est-à-dire qu'elle double environ tous les 1,6 ans depuis les années 1940 et tous les 2,7 ans depuis 2000. Une même tendance est observée pour les réseaux de transmission de données, dont l'intensité énergétique est divisée par deux tous les deux ans depuis 2000 ; des effets rebonds font toutefois qu'on en construit de plus en plus et qu'ils sont de plus en plus sollicités (notamment par le minage de cryptomonnaie, le streaming et l'intelligence artificielle.
Microsoft, justifiant que la majeure partie de la population vit près des côtes alors que les serveurs en sont éloignés (ce qui allonge les délais de latence dans les connexions), teste en juin 2018 un « centre de données immergé » en mer (baptisé Natick Project). Construit par Naval Group (ex-DCNS, français), il doit consommer 5 % de l'énergie qui serait nécessaire pour le même service à terre. Il doit être testé un an, bien que la structure soit prévue pour être immergée cinq ans, un premier serveur étant de capacité équivalente à quelques milliers de PC individuels, soit de quoi stocker près de cinq millions de films numérisés. Le système est immergé dans un cylindre amarré sur le fond au large de l'archipel des Orcades (nord de l'Écosse). Il est téléopéré et son alimentation provient d'énergies marines renouvelables.

### Récupération de chaleur
L'importante chaleur extraite des serveurs est généralement rejetée à l'air libre. L'énergie extraite peut être valorisée, mais sa température relativement faible la limite à un transport sur moins d'un kilomètre, alors que les serveurs sont souvent isolés en banlieue. Des projets variés sont néanmoins testés ou exploités.
Depuis les années 2010, des expériences visent à récupérer cette énergie et à la réutiliser pour des besoins énergétiques locaux ou de proximité (chauffage, réseau de chaleur, eau chaude sanitaire).
L'expérience la plus large d'Europe a été mise en place en France à Marne-la-Vallée (Seine-et-Marne), dans le parc d'activités de Val d'Europe, s'étalant aujourd'hui sur 40 ha. Le réseau de chauffage urbain de ce parc utilise la chaleur produite par le centre de données de la banque Natixis. À terme, ce centre de données compte fournir près de 26 gigawattheures par an (soit 0,026 TWh/an), permettant de chauffer 600 000 m2 de bâtiments tout en évitant l'émission de 5 400 tonnes de CO2. Le centre de données de Saint-Denis permet lui la récupération d'environ 10 gigawattheures par an, assurant un taux de 75 % d'énergie renouvelable et de récupération (EnR&R) dans le réseau de chaleur du Smirec,.
À Amsterdam, l'université d'Amsterdam reçoit une eau gratuitement chauffée par le centre de données d'Equinix. À Roubaix, cinq centres d'OVHcloud, hébergeur français, sont refroidis par eau et contribuent à chauffer des bâtiments proches. À Clichy, Global Switch chauffe une serre tropicale. En Suisse, IBM chauffe la piscine d'Uitikon. À Montluçon, une « chaudière numérique » complétée par une pompe à chaleur fournit l'eau chaude de 48 logements. À Montréal (Canada), un « silo de serveurs », grand comme un bâtiment de ville, est passivement refroidi et voit sa chaleur récupérée par une centrale en toiture et distribuée aux voisins ; il est testé à l'éco-campus Hubert-Reeves dans le Technoparc de Montréal (en).

## Réseau

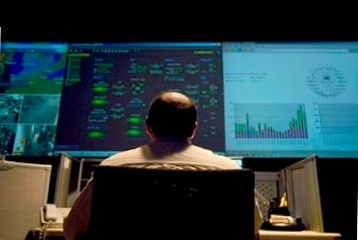
Supervision du réseau dans une salle de contrôle d'un centre de données.

Les communications à l'intérieur d'un centre se font maintenant presque exclusivement par Internet Protocol. Il contient donc des routeurs, des commutateurs et tout autre équipement qui permet d'assurer la communication entre les serveurs et le monde extérieur. La redondance est parfois obtenue en faisant usage de multiples équipements réseau de marques différentes.
Quelques serveurs servent à fournir aux utilisateurs de la société les services Internet et Intranet de base dont ils ont besoin : courriel, proxy, DNS, fichiers, etc.
Des équipements de sécurité réseau y sont aussi présents : pare-feu, VPN, systèmes de détection d'intrusion, etc. ainsi que des systèmes de monitoring du réseau et de certaines applications.

## Applications
Les serveurs tendent à être virtualisés. En France, un tiers des serveurs hébergés dans des centres de données serait virtualisé et un cinquième à haute densité en 2011. Ces taux devaient doubler d'ici 2013.
Le but principal d'un centre de traitement de données est d'exécuter des applications qui traitent des données essentielles au fonctionnement d'une société. Ces applications peuvent être conçues et développées en interne par l'entreprise cliente ou par un fournisseur de progiciel de gestion d'entreprise. Il peut s'agir typiquement de ERP et CRM.
Souvent, ces applications sont réparties dans plusieurs ordinateurs, chacun exécutant une partie de la tâche. Les composantes les plus habituelles sont des systèmes de gestion de base de données, des serveurs de fichiers, des serveurs d'applications et des middleware[réf. nécessaire].

## Gestion de la capacité d'un centre de données

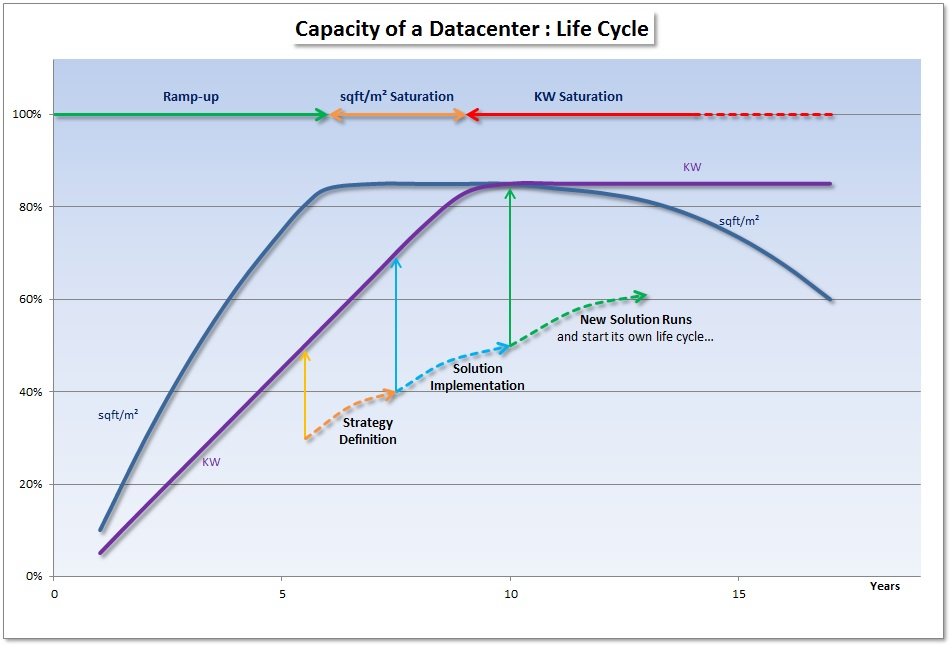
Le cycle de vie de la capacité d'un centre de données.

La capacité d'utilisation d'un centre de données peut être limitée par plusieurs paramètres. Sur le long terme, les principales limites que rencontreront les exploitants seront la surface utilisable, puis la puissance disponible.
Dans la première phase de son cycle de vie un centre de données verra une croissance plus rapide de sa surface occupée que de l'énergie consommée.
Avec la densification constante des nouvelles technologies des matériels informatiques, le besoin en énergie va devenir prépondérant, équilibrant puis dépassant le besoin en superficie (deuxième puis troisième phase du cycle).
Le développement et la multiplicité des appareils connectés, des besoins en stockage et traitements des données font que les besoins des centres de données croissent de plus en plus rapidement. Il est donc important de définir une stratégie de développement du centre de données avant d'être « dos au mur ». Le cycle de décision, conception, construction est de plusieurs années. Il est donc important d'initier cette réflexion stratégique lorsque le centre de données atteint 50 % de son énergie consommée.
Le maximum d'occupation d'un centre de données doit se stabiliser autour des 85 % tant en énergie qu'en superficie occupée. En effet, les ressources ainsi ménagées serviront d'espace de manœuvre pour gérer les remplacements de matériel et permettra ainsi la cohabitation temporaire des anciennes et nouvelles générations.
Si cette limite vient à être dépassée durablement, il ne devient plus possible de procéder au remplacement des matériels, ce qui conduit inexorablement vers l'étouffement du système d'information.
Le centre de données est une ressource à part entière du Système d'information (SI), avec ses propres contraintes de temps et de gestion (durée de vie 25 ans), il doit donc être pris en compte dans le cadre des plans à moyens termes du SI (entre trois et cinq ans).

## Nombre et localisation des centres de traitement de données

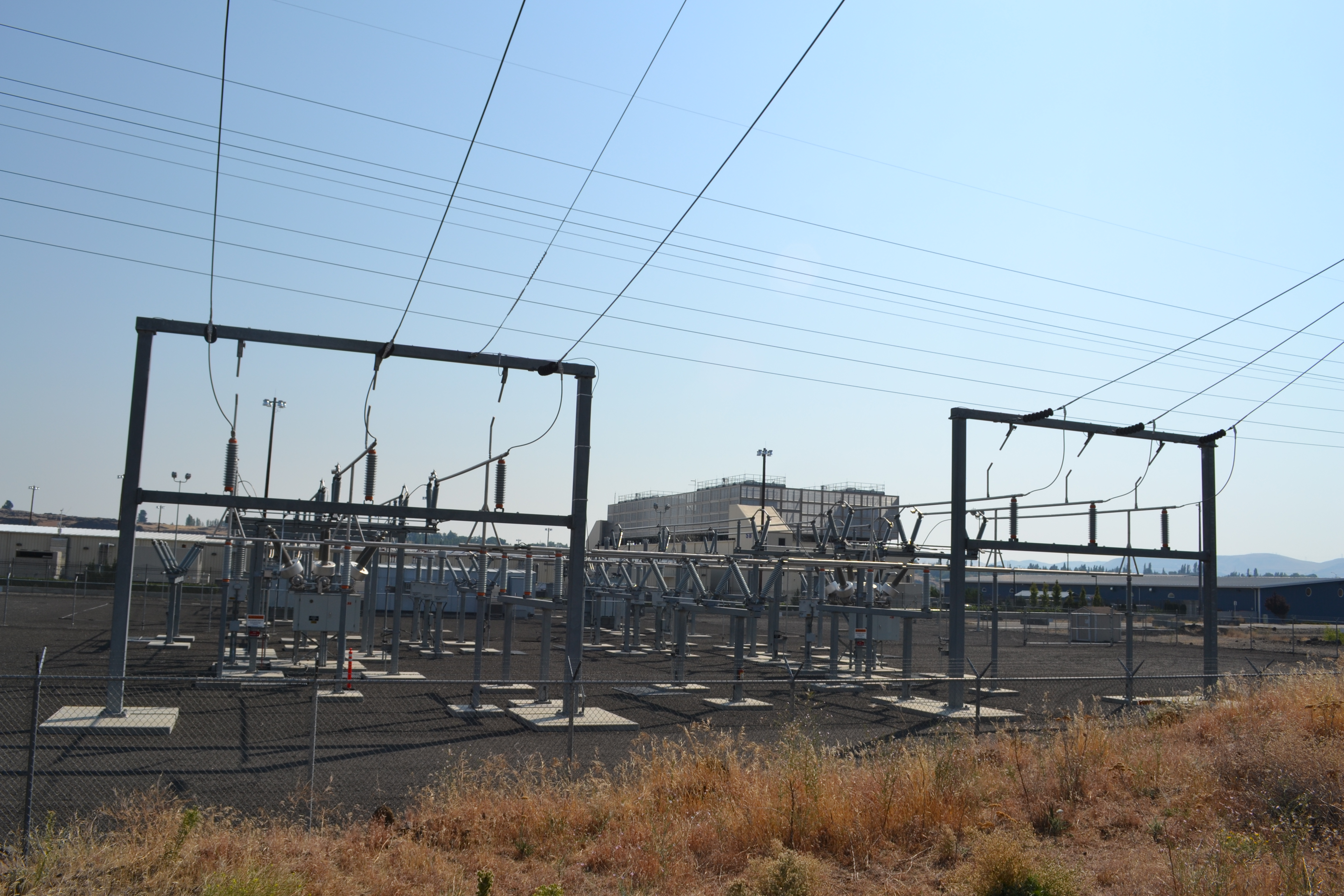
Centre de traitement de Google de The Dalles en Oregon.

Début 2023, il y avait environ 5 000 centres de données dédiés ou mutualisés dans 127 pays. Quelques pays abritent des dizaines de milliers de serveurs.
En juin 2025, les pays qui en abritent le plus sont les États-Unis (5 427 centres), l'Allemagne (529), le Royaume-Uni (523), la Chine (449) et la France (264).
Selon le site DatacenterMap, en août 2023, le classement était les États-Unis (1 974 centres), le Royaume-Uni (278), l'Allemagne (247), le Canada (189), la France (167), l'Inde (160), l'Australie (137) et les Pays-Bas (122).
Le critère de proximité aux bassins d'usagers, d'importance pour les opérateurs, se double d'une garantie de sécurité et de connectivité stable. Le coût d'installation est un autre facteur décisif : les entreprises cherchent des zones d'accueil dont le prix du foncier et le coût de construction du bâti sont les plus bas possibles. Les politiques d'allégements fiscaux en leur faveur peuvent se révéler à ce titre un levier d'attractivité majeur, même si la réglementation nationale a évolué vers un cadre plus contraignant. Ainsi, depuis 2022 en France, « l'éligibilité à l'abattement de la TICFE sera conditionnée à l'adoption d'un système de management de l'énergie et à l'adhésion à un référentiel officiel de bonnes pratiques en matière d'énergie »[source secondaire souhaitée].
En 2011, on dénombrait 2 087 centres de traitement de données dans le monde. Le Groupement des industries de l'équipement électrique, du contrôle-commande et des services associés (Gimélec) estime à 130 le nombre de centres de traitement de données d'offreurs en France, dont 40 % en région parisienne. Une dizaine d'années plus tard, leur nombre serait monté à près de 260 entités sur le sol français. Dans ce pays, les centres de traitement sont dispersés sur l'ensemble du territoire ou concentrés dans des zones liées au réseau urbain dans les départements de Paris, d'Île-de-France (essentiellement Hauts-de-Seine, Seine-Saint-Denis), le Nord et les Bouches-du-Rhône ; l'ouest et la région Rhône-Alpes sont également des zones privilégiées.
Mél Hogan relève quant à lui 500 000 centres de données dans le monde en 2011, avançant même le chiffre de trois millions comme étant une estimation plus réaliste (estimations par Emerson Network Power et par The Register respectivement). En 2019, le site danois datacentermap.com recense 4 798 centres de traitement de données dans 122 pays dans le monde, dont 1 756 aux États-Unis et 149 en France.

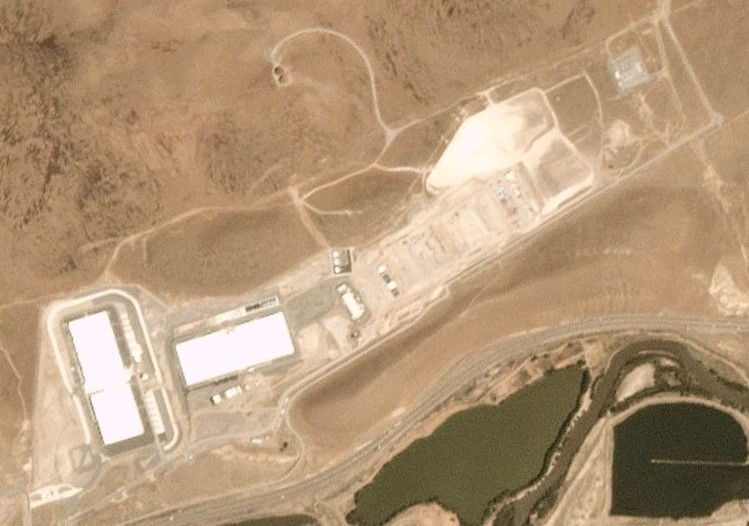
Vue satellite d'un centre de données d'Apple à Reno (Nevada).

Les services informatiques des grandes entreprises sont généralement implantés dans des centres de traitement de données, dédiés ou mutualisés. Les plus gros centres dans le monde sont ceux des géants de l'internet comme Google, qui utilise des infrastructures modulaires en conteneurs, qui peuvent héberger jusqu'à 1 160 serveurs (voir Plateforme Google), ou Facebook qui a étendu son centre de traitement de Prineville dans l'Oregon. Amazon a lui aussi implanté son centre de traitement dans l'Oregon, compte tenu du faible coût de l'énergie dans cet État. Apple a construit son plus gros centre à Maiden en Caroline du Nord, pour soutenir sa stratégie de développement de l'iCloud.

## Enjeux énergétiques
En 2018 les cinq premières entreprises mondiales en capitalisation boursière sont Apple, Amazon, Alphabet, Microsoft et Facebook, qui dépassent des géants pétrogaziers que sont Shell et ExxonMobil (en décembre 2019, l'entrée en bourse de Saudi Aramco change la donne, puisque la capitalisation de cette entreprise dépasse 2 000 milliards de dollars). Ces nouveaux géants et les GAFAM en général contribuent au réchauffement des milieux et au réchauffement climatique par l'énergie grise qu'ils consomment. Cette tendance devrait s'amplifier du fait du développement mondial d'Internet, de la vidéo en ligne, de la téléphonie sans fil, des objets connectés, du big data et de la technologie blockchain. Un rapport de l'Agence internationale de l'énergie atomique de 2017 sur le numérique et l'énergie estime que la quantité de données à stocker et manipuler par les centres de données devrait tripler entre 2014 et 2020, ce qui doit inciter à les gérer avec la plus grande vigilance ; dans un premier temps, l'optimisation énergétique devrait permettre de limiter l'augmentation de la consommation à 3 % entre 2014 et 2020, mais ni l'informatique quantique, ni la bio-informatique ne semblent assez mûres pour permettre un saut technologique.
En 2018, 200 térawatts-heures (TWh) ont été nécessaires au fonctionnement des centres de données, soit 1 % de la demande mondiale d'électricité, équivalents à la production d'environ la moitié des réacteurs nucléaires de France (379,1 TWh en 2017. L'augmentation de leur efficacité nullifiera encore jusqu'en 2028 l'augmentation de la consommation induite par un accroissement du trafic, selon Dale Sartor (responsable du Centre d'expertise sur l'efficacité énergétique dans les centres de données du laboratoire national Lawrence-Berkeley, du DOE), mais la demande en électricité devrait ensuite de nouveau augmenter rapidement. En 2020, la consommation mondiale atteint 650 térawatts-heures, soit entre 1 % et 3 % de la production électrique mondiale.
Deux enjeux sont donc de réduire la consommation informatique mondiale d'énergie et de valoriser sa chaleur de récupération (voir section Gestion thermique des centres de données).
Le seul refroidissement du matériel informatique contribue directement à 0,3 % aux émissions totales de carbone, alors que la totalité de l'informatique émet 2 % de toutes les émissions mondiales, énergie grise non comprise. L'empreinte carbone de l'informatique devrait encore beaucoup augmenter, de même que son empreinte eau (en 2014, les centres de données américains ont consommé 100 milliards de litres d'eau dans les tours de refroidissement). La consommation électrique de l'informatique dans le monde dépassera probablement 20 % du total mondial avant 2030, dont le tiers pour les seuls centres de données. La prospective reste délicate dans le domaine informatique, où l'innovation est rapide, mais si la cryptomonnaie (comme Bitcoin ou Ethereum) et la blockchain ou l'IA se développent sans se décarboner et sans économiser l'énergie, notamment dans un contexte de gaspillage d'énergies et d'obsolescence programmée, la demande en énergie et en électricité sera encore très supérieure.
Anders Andrae, expert en TIC durables chez Huawei Technologies à Kista en Suède, estime que sans effort important, la consommation électrique des centres de données pourrait être multipliée par 15 entre 2015 et 2030, pour atteindre 8 % de la demande mondiale en électricité, mais ce chiffre est controversé.
Une hypothèse inverse est qu'une partie des données sera stockée et exploitée sur les millions d'ordinateurs selon le principe d'un centre de données distribuée (voir infra), même si des centres de données sécurisés resteront a priori nécessaires pour les données sensibles, économique, militaires, de renseignement, de santé et personnelles notamment.
Le bas coût de l'énergie dans les années 2000-2010, permis par le gaz de schiste et la crise de 2008, ainsi que l'absence de taxe carbone ou de taxe générale sur les activités polluantes des centres de données, n'ont pas encouragé les économies d'énergie, mais des progrès sont faits.
De nombreux serveurs réalisent aussi des taches inutiles ; ainsi Jonathan Koomey a-t-il constaté en 2018 que presque un quart d'un échantillon de 16 000 petits serveurs installés dans des placards, gaines et sous-sols d'entreprises effectuaient en « zombies » des tâches obsolètes que des techniciens ou logiciels avaient oublié de désactiver. Selon une étude du Berkeley National Laboratory, transférer l'activité de 80 % des serveurs de petits centres de données américains vers des centres de très grande envergure plus performants entraînerait une économie de 25 % de leur consommation d'énergie.
Le Bitcoin, né en 2008, consommait déjà à lui seul 20 TWh d'électricité par an dans le monde en 2018, l'équivalent d'un peu moins de 10 % de la consommation des centres de données, selon Alex de Vries (consultant en données chez PwC), mais il pourrait ne pas se développer autant que ce qu'espèrent ses promoteurs, ou migrer vers des types de blockchains humaines ou moins énergivores, ou pourrait finalement ne pas répondre aux besoins de confiance dans les transactions. L'utilisation généralisée de la blockchain par les bourses serait plus préoccupant.
En avril 2024, l'énergéticien américain Georgia Power obtient l'autorisation réglementaire pour construire 1,4 GW de capacités de production d'électricité à base de charbon et de gaz, et pour en acheter 1 GW de plus à d'autres producteurs, afin de répondre à l'explosion de la demande due à l'implantation en Géorgie de nouvelles usines et de data centers. Les fermes solaires et éoliennes se multiplient, notamment grâce aux subventions votées en 2022 (IRA), mais ces projets ne vont pas assez vite pour répondre à la demande. Selon l'Agence internationale de l'énergie, les data centers consommeront 6 % de l'électricité aux États-Unis en 2026, contre 2 % en 2022.
De la fin des années 2000 à 2012, la part des serveurs virtuels parmi tous les serveurs est passée de 10 à 50 %. Ceux-ci peuvent aussi contribuer à optimiser la gestion des flux d'énergie, mais l'effet rebond annule ces bénéfices. Les besoins énergétiques des centres de données devraient encore croître, d'environ 16 % par an de 2023 à 2028, pour atteindre 130 GW avant 2028, « soit une croissance 33 % plus rapide que sur la période 2020-2023 pour atteindre 4 à 5 % de la consommation électrique mondiale en 2030 ». Selon Olivier Devillers de la Banque des territoires, en 2025, analysant un rapport du Boston Consulting Group (BCG), l'intelligence artificielle générative capte environ 35 % de la demande totale d'énergie attendue entre 2025 et 2028, mais cause 60 % de la croissance des centres de données ; selon le rapport du BCG, sur cette période de trois ans, le besoin de stockage de données des entreprises continuera à représenter la majorité (55 %) de la demande énergétique des centres de données. On observe une tendance au gigantisme (et donc à la consommation de foncier) et à l'accélération, la consommation énergétique des centres de données devraient encore bondir de 2025 (40 MW en moyenne) à 2028 (60 MW attendus), un tiers des campus dépassant les 200 MW. Les « hyperscalers » (centres de données géants) comme ceux d'Amazon, Meta, Microsoft et Google et XAI devraient représenter « 60 % de la croissance du secteur entre 2023 et 2028. Leur part dans la demande énergétique mondiale des data centers passera ainsi de 35 % à 45 % sur la même période ». Les réseaux de distribution électrique, déjà confrontés à l'intermittence des ENR, devront aussi gérer les irrégularités de consommation des grands centres d'IA, par exemple en s'installant près des lieux de production électrique et près des sources fiables d'eau et de froid.
Un rapport de l'Agence internationale de l'énergie (AIE) publié le 10 avril 2025 estime la consommation d'électricité des centres de données à 415 TWh, soit 1,5 % de la consommation mondiale d'électricité et prévoit que leur consommation devrait plus que doubler d'ici à 2030, atteignant alors 945 TWh, soit près de 3 % de la consommation mondiale. Les États-Unis, l'Europe et la Chine représentent à eux seuls environ 85 % de la consommation mondiale. Les émissions de CO2 liées à la consommation électrique des centres de données passeraient de 180 Mt en 2024 à 300 Mt d'ici à 2035, soit moins de 1,5 % des émissions du secteur de l'énergie.

## Enjeux environnementaux
Le développement massif des centres de données au début du xxie siècle (notamment pour le compte de sociétés de services comme Google, Amazon ou OVH en France) a rapidement soulevé des enjeux environnementaux, notamment liés :
- à leur consommation de métaux rares ou précieux et de terres rares ;
- à une consommation croissante d'électricité de l'ensemble des centres de données.

Les impacts environnementaux se concentrent d'une part lors de la fabrication : des bâtiments, des équipements liés aux bâtiments (groupes froid, groupes électrogènes, onduleurs, etc.) et des équipements informatiques et télécoms qu'ils contiennent ; d'autre part à l'utilisation du centre de données. La fabrication concentre les pollutions et l'épuisement des stocks de ressources non renouvelables. L'utilisation se traduit essentiellement par des émissions de gaz à effet de serre (liées à la production de l'énergie consommée par le centre de données) et des émissions des déchets d'équipements électriques et électroniques (DEEE).
L'empreinte écologique globale des centres de données grandit rapidement. D'importants progrès dans l'optimisation et le partage des ressources (de 25 % environ en 2010) ont été faits et pourront encore l'être (voir ci-dessous), mais un effet rebond, la croissance exponentielle de la quantité de données à stocker et le développement des blockchains et du streaming font que la situation empire rapidement. En 2023, la part du numérique dans les émissions de gaz à effet de serre continue à augmenter, pour bientôt dépasser les 5 % ; 2 000 térawatts-heures sont ainsi consommés, soit 10 % de l'électricité consommée sur Terre[réf. nécessaire].

### Émissions indirectes de gaz à effet de serre
Selon les études, les centres de données seraient responsables de 1 % à 2 % des émissions mondiales de gaz à effet de serre en 2020, soit un impact comparable à celui du transport aérien[réf. nécessaire]. Les centres informatiques représenteraient près de 15 % de l'impact environnemental du numérique à l'échelle mondiale, tandis que les équipements utilisateurs en concentrent les deux tiers, et le réseau la part restante. En 2018, les centres de données étaient responsables de 0,3 % des émissions mondiales.
Selon l'association française The Shift Project, le numérique dans son ensemble était responsable de 3,7 % des émissions de CO2 mondiales en 2018, contre 2,5 % en 2013[source insuffisante]. La consommation électrique des centres de données de l'Union européenne est estimée[Par qui ?] à 104 Twh en 2020,.

### Amélioration du bilan carbone
Une partie de la chaleur qu'ils émettent est parfois récupérée et exploitée par les serveurs et les systèmes de stockage, notamment pour des raisons économiques (coproduction) et commerciales (image de marque).
Deux leviers pour améliorer le bilan carbone sont les économies d'énergie d'une part et l'écoconception avec valorisation de la chaleur produite d'autre part. Des mesures compensatoires (compensation carbone) sont aussi envisagées ou utilisées par certains acteurs.

### Consommation d'électricité
Malgré des gains d'efficience énergétique des processeurs et en matière d'optimisation des réseaux et d'efficacité énergétique des matériels informatiques, en raison de l'explosion des besoins, les gros centres de traitement de données sont des systèmes physiques et cybernétiques (Cyber-Physical System,) qui consomment des quantités importantes et croissantes d'électricité. Un centre de données de 10 000 m2 consommerait autant qu'une ville de 50 000 habitants et un grand centre de données consomme 100 MW soit 1/10e de la production d'une centrale thermique. 
« À l'échelle européenne, la Commission estimait en 2008 que les centres de données consommaient 56 TWh, dont la moitié pour refroidir les bâtiments ».
Une des principales métriques utilisées pour évaluer l'efficacité énergétique d'un centre de données est l'indicateur d'efficacité énergétique ou PUE (pour Power Usage Effectiveness en anglais). Cet indicateur évalue la surconsommation électrique due à tous les équipements non informatiques du centre données. Un centre données idéal aurait un indicateur d'efficacité énergétique de 1, c'est-à-dire la totalité de la consommation électrique du centre de données serait consommée par les équipements informatiques.
La crise de l'énergie de 2022 réduit les bénéfices des opérateurs de centres de données, les coûts énergétiques passant de 50 €/MWh début 2021 à 200 €/MWh début 2022 et étant attendus à 500 €/MWh en 2023.
Dans un rapport publié en 2024, l'Agence internationale de l'énergie (IEA) estime que la demande mondiale d'électricité des centres de données pourrait doubler aux environs de 2026.

## Consommation d'eau et impact environnemental
L'expansion rapide des centres de données dédiés à l'intelligence artificielle suscite des inquiétudes majeures concernant leur consommation d'eau, en particulier dans les régions sujettes à la sécheresse. Ces infrastructures dépendent fortement des systèmes de refroidissement par évaporation pour éviter la surchauffe des serveurs, consommant des millions de litres d'eau par jour. Selon l'Agence internationale de l'énergie (AIE), un centre de données de 100 mégawatts peut utiliser jusqu'à deux millions de litres (530 000 gallons US) d'eau quotidiennement — l'équivalent de la consommation journalière de 6 500 ménages,.
Depuis 2022, plus des deux tiers des nouveaux centres de données ont été construits dans des zones en stress hydrique, comme le Texas, l'Arizona, l'Arabie saoudite ou l'Inde, où la pénurie d'eau douce est déjà critique. L'empreinte hydrique mondiale de ces infrastructures est estimée à 560 milliards de litres (148 milliards de gallons US) par an, un chiffre qui pourrait doubler d'ici 2030 en raison de la demande croissante en IA,.

### Conséquences locales et globales
En Aragon (Espagne), les futurs centres de données d'Amazon sont autorisés à prélever 755 720 mètres cubes (611 acres-pieds) d'eau par an, ce qui provoque des conflits avec les agriculteurs locaux. Des tensions similaires sont observées au Chili, aux Pays-Bas et en Uruguay, où les communautés dénoncent la privatisation de l'eau au profit de l'industrie technologique,.

### Engagements et critiques
Des entreprises comme Microsoft, Google et Amazon promettent d'atteindre la « positivité hydrique » d'ici 2030, s'engageant à restituer plus d'eau qu'elles n'en consomment. Cependant, leurs détracteurs soulignent que ces promesses reposent sur des mécanismes de compensation hydrique inefficaces pour résoudre les pénuries locales,.

### Perspectives
Au vu des 59 nouveaux centres de données prévus d'ici 2028 dans des régions américaines en stress hydrique, et d'une demande mondiale en eau liée à l'IA atteignant 6,6 milliards de mètres cubes (5,3 millions d'acres-pieds) d'ici 2027, les experts alertent sur une trajectoire insoutenable. Kathryn Sorensen, experte en politiques hydriques à l'Université d'État de l'Arizona, demande : « L'augmentation des recettes fiscales et le faible nombre d'emplois créés justifient-ils ce coût pour l'eau, ? »

### Alternative distribuée
Pour répondre à ces trois enjeux et après que l'expérience SETI@home a montré l'intérêt du calcul distribué (en utilisant dans ce cas des ordinateurs personnels connectés à l'Internet), certains opérateurs comme AMD ont envisagé de décentraliser leurs centres de traitement de données en un réseau distribué tel que proposé par d'unités (petits centres de traitement de données bénéficiant chacun d'une éolienne, maillés entre eux par des fibres optiques).
Des installateurs et propriétaires de centres de traitement de données et des producteurs d'énergie pourraient à l'avenir associer leurs investissements dans un réseau électrique intelligent, éventuellement intégré dans l'« Internet de l'énergie » que Jeremy Rifkin propose dans son concept de troisième révolution industrielle.
Le cloud computing pourrait alors évoluer vers un modèle totalement décentralisé, nécessitant une « gestion dynamique du refroidissement », (refroidir là où il faut et quand il faut, et passivement tant que possible), ainsi qu'une conception différente de la sécurité des serveurs et de leurs données, de la gestion distribuée des données, de la gestion de l'énergie et de la capacité des réseaux de centres de traitement de données à s'autoadapter aux fluctuations des besoins, mais aussi de l'énergie disponible. Leurs réponses doivent être plus élastiques, sans augmentation globale des consommations d'énergie, dans le cadre d'un « green cloud » qui reste à inventer.
Au début des années 2000, une solution complémentaire des précédentes apparait, qui pourraient être réservée aux données à fortement sécuriser. Elle consiste à développer des réseaux de serveurs en grande partie virtuels (ou plus précisément partagés et distribués, utilisant une partie des ressources des ordinateurs familiaux et d'entreprises ou les utilisant quand leur propriétaire ne les utilisent pas ou les sous-utilisent, ce qui demande aussi de repenser la sécurité informatique). Pour cela, des systèmes d'allocation sécurisée des ressources et de répartition des tâches (éventuellement différées quand elles ne sont pas urgentes) doivent encore être testés et validés à grande échelle. Dans tous les cas la recherche et développement est à développer.
Radiateurs numériques : C'est un pseudo-radiateur électrique, qui irradie la chaleur fatale informatique sous forme de chaleur utile. Les cartes mères et leurs processeurs remplacent tout ou partie de l'élément chauffant à effet joule.
En 2013, une expérience propose de délocaliser des serveurs chez des particuliers en lieu et place de radiateurs, ce qui n'a d'intérêt qu'en saison froide.
Le 5 juin 2018, dans le cadre du Projet Natick, Microsoft et Naval Group ont immergé leur premier centre de données au large des Orcades en Écosse fonctionnant complètement en autonomie avec des énergies renouvelables.

### Indicateurs environnementaux
Les indicateurs proposés par le Green Grid sont les suivants :
- le green energy coefficient (GEC) quantifie la part d'énergie renouvelable consommée par un centre informatique. Il se calcule en divisant la quantité d'électricité consommée (kWh) issue de sources primaires renouvelables par la consommation totale du centre de données ;
- l'energy reuse factor (ERF) mesure la quantité d'énergie utilisée en dehors du centre de données. Cet indicateur est calculé en divisant la quantité d'énergie réutilisée (kWh) par la quantité totale d'énergie consommée par le centre informatique (kWh). L'énergie réutilisée peut prendre différentes formes : chaleur, électricité, etc. ;
- le carbon usage effectiveness (CUE) permet d'extrapoler un volume d'émissions de gaz à effet de serre (GES) à partir de la consommation électrique du centre de données. On le calcule en divisant le total des émissions d'équivalent CO2 (kgCO2eq) par le total de la quantité d'énergie consommée (kWh) par le centre informatique.

L'organisme Uptime Institute a défini une certification des centres de traitement de données en quatre catégories.

## Perspectives de régulation
Diverses préconisations sont formulées pour préserver l'écosystème social urbain ou rural en jeu. Si certains élus locaux en appellent à des moratoires communaux ou nationaux — à l'image des Pays-Bas en 2019 —, le corps citoyen et militant[Qui ?] préconise à court terme un travail de pédagogie auprès des populations d'accueil pour pallier le manque de transparence. À Marseille, dont l'effet d'îlot de chaleur urbain est renforcé par la présence de nombreux centres de données à proximité des nœuds de raccordement électrique et numérique,, Sébastien Barles, conseiller métropolitain à Aix-Marseille-Provence, plaide par exemple pour la création de commissions locales d'information, comme cela a pu être mis en place au sujet du nucléaire.
Des dispositions législatives spécifiques sont également évoquées pour l'attribution et l'exploitation du foncier occupé, notamment selon une logique de compensation. L'occupation ou l'octroi des sols pourrait ainsi être conditionnée à un ratio d'emplois créés ou à une contribution financière à la transition écologique au bénéfice du territoire concerné.

### Accidents
En Europe, toute destruction de données personnelles (temporaire ou définitive), y compris accidentelle, est assimilable à une violation de données au sens du RGPD, et doit donner lieu à une notification aux personnes concernées,.
En France, saufs si « la mise en œuvre d'un plan de reprise d'activité (PRA) ou d'un plan de continuité d'activité (PCA) a permis d'assurer la continuité du service ; ou si les données ont été restaurées à partir des sauvegardes, sans conséquence significative pour les personnes (ex. : les conséquences sont limitées à l'impossibilité de passer une commande pendant quelques heures) », les gestionnaires/propriétaires de datacenter ont obligation de documenter et de notifier à la CNIL toute destruction ou violation connue de donnée (les faits, ses effets et les mesures prises pour y remédier) dans un registre tenu en interne.

#### Bases de données et dictionnaires
- Ressource relative à l'audiovisuel :   - France 24
- Notices dans des dictionnaires ou encyclopédies généralistes :   - Britannica
  - Den Store Danske Encyklopædi
- Notices d'autorité :   - LCCN
  - GND
  - Japon
  - Israël
  - Tchéquie
  - Lettonie